# Павленко, Григорий Алексеевич
Григорий Алексеевич Павленко (28 августа 1925 — 1992) — советский художник-постановщик.
Родился 28 августа 1925.
Оформил декорации к кинокартинам: «Повесть о Пташкине» (1964), «Цыган» (1967), «Беглец из „Янтарного“» (1968), «Карантин» (1968), «Почтовый роман» (1969), «Пропала грамота» (1972, в соавт.).
Был художником-постановщиком в фильмах: «Умеете ли вы жить?» (1970), «Новоселье» (1973), «Канал» (1975), «Эквилибрист» (1976, в соавт. с А. Вдовиченко), «Искупление чужих грехов» (1978, в соавт. с А. Добролежей), «Киевские встречи» (1979, в соавт.), «Дударик» (1980), «Стеклянное счастье» (1981), «Без году неделя» (1982, т/ф), «Тепло студеной земли» (1984, т/ф, 2 а), «Слушать в отсеках» (1985), «Дорога в ад» (1988) и др.
Умер в 1992 Году.